# Zea
Pour les articles homonymes, voir Zea (homonymie).
Genre
Classification phylogénétique
Zea est un genre de plantes monocotylédones de la famille des Poaceae. Ce genre comprend des quelques espèces originaires du Mexique principalement nommées en français maïs, pour la sous-espèce cultivée, et Téosintes.

## Taxonomie

### Étymologie
Le nom générique Zea a été attribué en 1737 par Linné au maïs, qui était à l'époque l'unique espèce du genre sous le nom de Zea mays. Ce nom, emprunté au grec ancien, désignait dans l'Antiquité une espèce de blé vêtu, probablement l'épeautre. Linné se justifie ainsi : « Zea est le nom jusqu'ici incertain donné par les Anciens à une variété de blé, nous l'avons repris pour désigner ce nouveau genre à la place du mot barbare Mays,. »

### Noms français
La plante cultivée, considérée comme la sous-espèce Zea mays subsp. mays, est nommée en français d'Europe « maïs », un mot datant de la fin du XIVe siècle qui vient de l’espagnol maíz, emprunté lui-même à la langue des Taínos de Haïti. Elle est nommée « blé d'Inde » au Québec.
Le nom français « téosinte » provient du nahuatl tēocintli, dérivé de tēotl, « dieu », et cintli, « épi sec », faisant référence à l'épi de maïs sacré. Sa signification taxonomique n'est pas claire : elle peut concerner l'ensemble des espèces et sous-espèces du genre Zea sauvages par opposition au maïs cultivé, seulement les sous espèces de Zea mays autres que le maïs cultivé, ou uniquement la sous-espèce parviglumis, principale origine du maïs cultivé.

### Synonymie
Zea a pour synonymes :
- Euchlaena Schrad. (1832)
- Mais Adans. (1763)
- Mays Mill. (1754)
- Mayzea Raf. (1830)
- Reana Brign. (1849)
- Thalysia Kuntze (1891)
- × Euchlaezea Jan.Ammal ex Bor (1960)

## Espèces et sous-espèces
Le genre Zea comprend cinq espèces réparties en deux sections, :
- la section Zea qui ne comprend qu'une espèce : Zea mays, elle-même subdivisée en quatre sous-espèces, le maïs et trois téosintes :
  - Zea mays subsp. mays L., le maïs.
  - Zea mays subsp. parviglumis Iltis & Doebley, le Téosinte[8] ou le Téosinte du Balsas[12].
  - Zea mays subsp. mexicana (Schrader) Iltis, le Téosinte du Mexique[13]
  - Zea mays subsp. huehuetenangensis  (Iltis & Doebley) Doebley

- la section Luxuriantes qui comprend quatre espèces de téosintes :
  - Zea luxurians (Durieu) R.M.Bird
  - Zea nicaraguensis Iltis  &  B.F.Benz
  - Zea diploperennis Iltis, Doebley & R.Guzman, le Téosinte du Manantlán[14]
  - Zea perennis (Hitchc.) Reeves & Mangelsdorf

Cette subdivision est sujette à débat, certains chercheurs préfèrent considérer chaque espèce comme un complexe de plusieurs races : Nobogame, Durango, Plateau central, Chalco, Puebla pour mexicana et Oaxaca, Guerrero, Balsas, Jalisco pour parviglumis, et, à part Huehuetenango pour huehuetenangensis. De même, la sous-espèce Zea mays mexicana est parfois considérée comme une espèce à part entière sous le nom Zea mexicana (Schrad.) Kuntze.

## Répartition
Les téosintes sont originaires d'Amérique centrale. Les populations sauvages sont toutes plus ou moins en danger car de répartition assez restreintes (sauf Z. mexicana et Z. parviglumis) et messicoles des champs de maïs où elles sont traitées comme indésirables, même si certaines populations les considèrent traditionnellement comme plantes compagnes, voire comme indispensables à l'amélioration de leur propre maïs.
Elles sont très importantes pour l'amélioration du maïs cultivé par leurs résistances aux maladies et prédateurs, leur richesse nutritionnelle (Z. mexicana), leur tolérance aux sols secs (Z. mexicana, Z. diploperennis, Z. perennis), aux sols inondés (Z. nicaraguensis), l'adaptation à des sols acides, salés, pauvres, etc.
Certaines sont aussi parfois cultivées comme fourrage ou comme ornementales.
Conscient de la valeur de ce patrimoine, le Mexique et le Nicaragua entreprennent des campagnes de protection in-situ et de conservation ex-situ.

## Caractéristiques générales

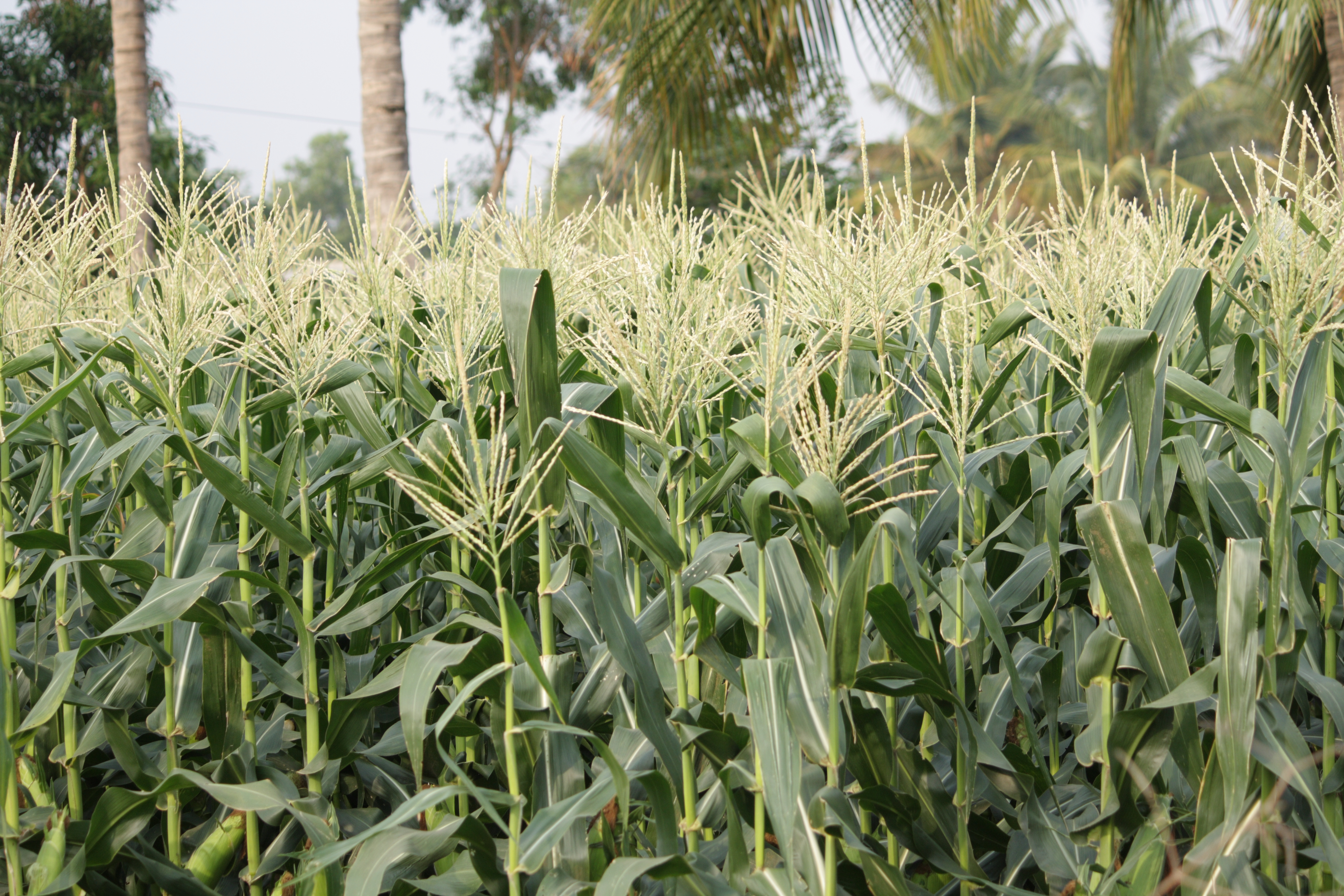
Panicules terminales (maïs).

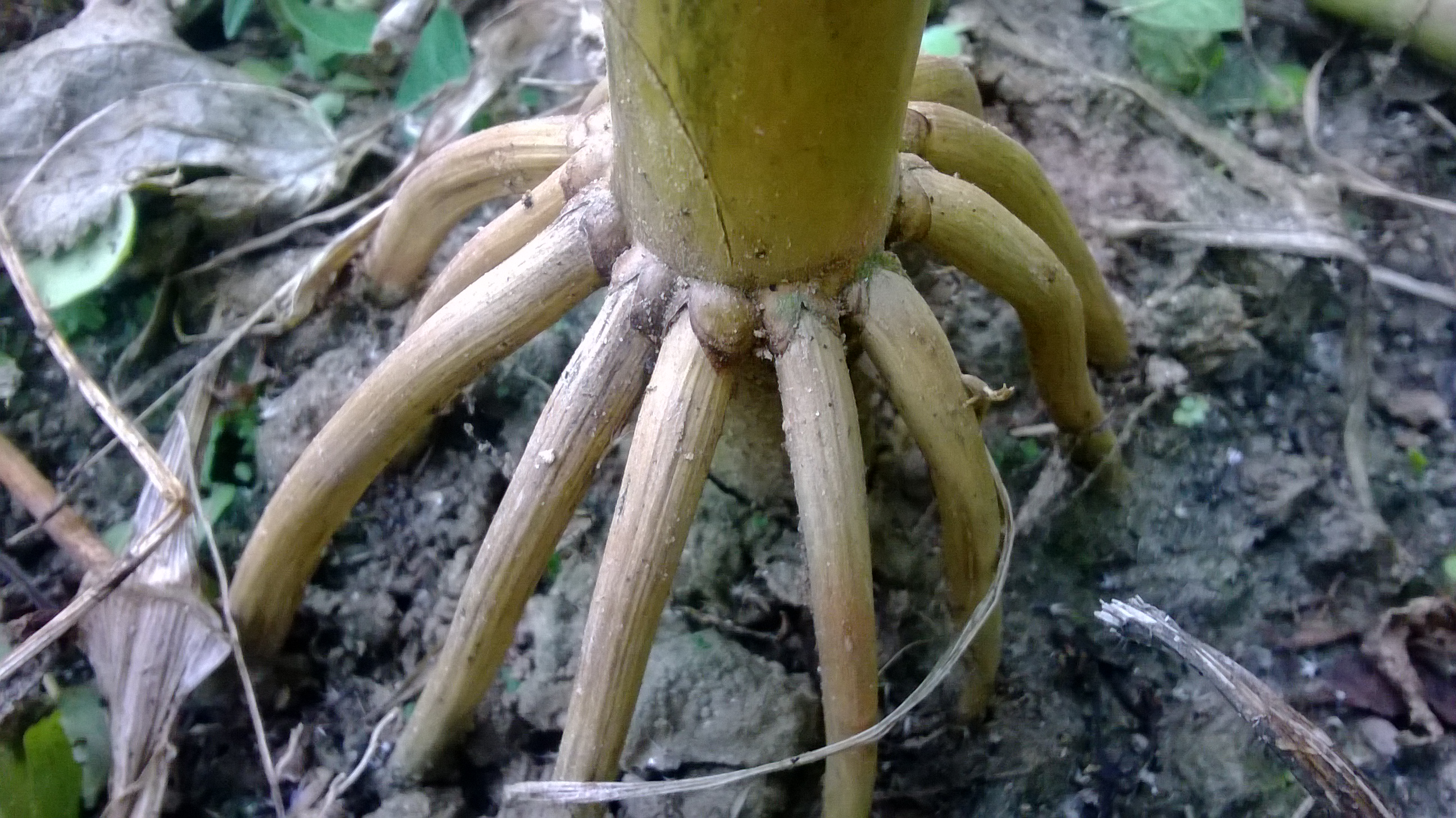
Racines « échasses ».

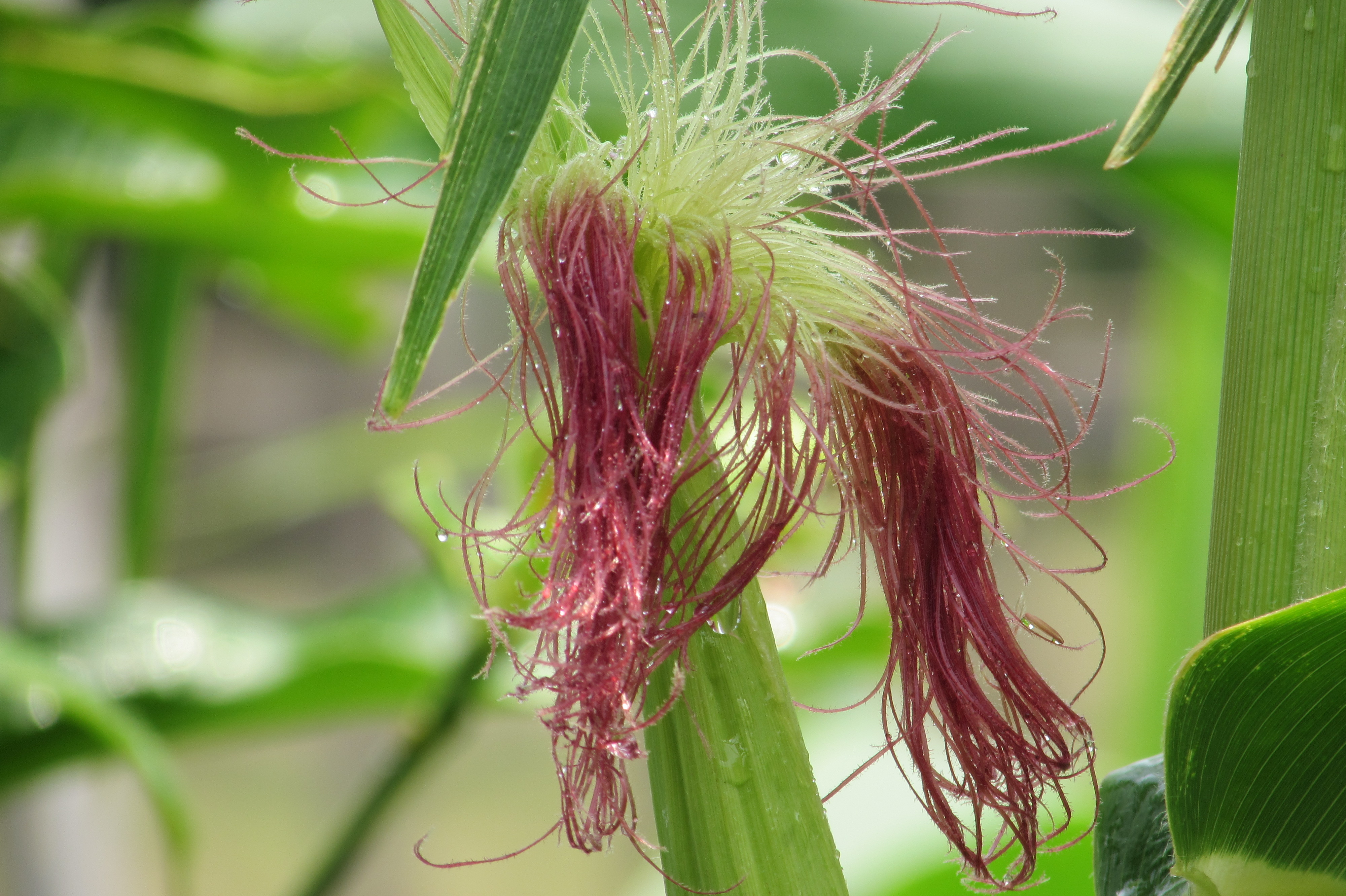
Stigmates sortant des enveloppes de l'épi.

Les espèces du genre Zea sont des plantes herbacées, monoïques, plantes vivaces ou annuelles, rustiques, cespiteuses ou rhizomateuses.
Tandis que Zea nicaraguensis et  Zea perennis sont vivaces, la plupart des espèces sont annuelles.
Les tiges, creuses, aux nombreux entrenœuds, sont solides et peuvent, selon les espèces, être ramifiées ou non. Elles présentent souvent des racines « échasses » appelées coronaires.
Malgré  un cycle de vie court, elles peuvent atteindre plusieurs mètres de haut.
Les feuilles, en majorité caulinaires, ont un limbe de grande taille, plat, linéaire, et portent une ligule membraneuse.
Les inflorescences sont unisexuées.
L'inflorescence staminée est une panicule terminale, élancée, aux entrenœuds du rachis non articulés. Les épillets staminés sont jumelés, unilatéraux, un épillet de chaque paire étant sessile ou subsessile, l'autre pédicellé. les glumes, herbacées, présentent de nombreuses nervures.
Les fleurons supérieurs et inférieurs sont similaires, tous staminés, aux lemmes et paléoles hyalines, à trois lodicules et trois étamines.
L'inflorescence pistillée, élancée, solitaire, axillaire, est enveloppée dans un grand nombre de spathes. Les épillets pistillés sont sessiles, solitaires, distiques (disposés sur deux rangées), profondément enfoncés et presque enveloppés par les entrenœuds du rachis (cupule).
La glume inférieure, endurcie, lisse, est discrètement ailée à son extrémité.
La glume supérieure est membraneuse.
Le fleuron inférieur est stérile, le fleuron supérieur est pistillé. les lodicules sont absentes. Les styles et stigmates, solitaires, sont très longs, leur extrémité dépassant largement la longueur des spathes enveloppantes.
Le fruit est un caryopse, au hile ponctué.

### Le Maïs
Chez Zea mays ssp. mays l'inflorescence pistillée est un épi massif, dur, fibreux, dont les entrenœuds du rachis ne se désarticulent pas.
Les épillets jumelés, sessiles, polistiques, aux glumes membraneuses, sont disposés sur 4 à 36 rangées, et insérés superficiellement sur l'épi. Généralement le fleuron inférieur est stérile ou rarement pistillé, les lemmes et paléoles (glumelles) sont membraneuses.

### les Téosintes
La paléobotanique montre que les téosintes sont normalement annuelles mais deux espèces qui sont par ailleurs sympatriques sont pérennes et très semblables.
Les différentes espèces peuvent être distinguées sur leur morphologie extérieure et leurs caractéristiques génétiques aussi bien que sur leurs origines géographique.
Leur structure générale est proche du maïs. Ce qui les en distingue est la ramification importante, notamment à la base, portant des inflorescences mâles, la petite taille des inflorescences femelles et les graines noires ou brunes de forme trapézoïdale ou triangulaire encloses dans une cupule ou une dépression du rachis et une glume individuelle. Elles se présentent sur deux rangs seulement, chacune de 5 à 12 grains (500 grains nus, répartis sur 12 à 20 rangées chez le maïs) pouvant se détacher avec un segment de la rafle (déhiscence de l'épi favorisant l'égrenage). Ceci les protège de la digestion des ruminants pour favoriser la dissémination et leur donne une certaine résistance à la germination pour éviter les faux départs en situation non complètement favorable.
Pratiquement toutes les populations de téosinte sont menacées ou à risque : Zea diploperennis ne se trouve que dans une zone de seulement quelques kilomètres carrés ; Zea nicaraguensis survit dans une sous-population d'environ 6000 plantes dans une zone de 200 sur 150 mètres. Les gouvernements du Mexique et du Nicaragua ont récemment réagi pour protéger les populations sauvages de téosinte, en utilisant tant les méthodes de conservation tant « in situ » que  « ex-situ ». Ces travaux bénéfiques suscitent beaucoup d'intérêt scientifique, de même que ceux qui s'intéressent à d'autres domaines comme la résistance aux insectes ou la tolérance aux inondations.

## Historique
Les téosintes sont très importantes pour la compréhension de l'évolution du maïs cultivé. Plusieurs modèles tentent d'expliquer la formation de ce dernier :
- le modèle le plus répandu fait dériver le maïs principalement de Zea mays subsp. parviglumis par un nombre très restreint de mutations clé, notamment dans des séquences régulatrices[18], et une introgression par la subsp. mexicana (12 % du matériel génétique). C'est le modèle de loin le mieux soutenu par la génétique moléculaire[18] ;
- un autre modèle suppose un « maïs sauvage » disparu, domestiqué puis diffusé à travers le Mexique où il se serait hybridé avec Zea luxurians ou Zea diploperennis ;
- un modèle moins répandu propose comme origine une hybridation entre Zea diploperennis et un Tripsacum ;
- le modèle le moins accepté suggère une hybridation entre un « maïs sauvage » disparu et un Tripsacum.

En 2023, une nouvelle étude génétique portant sur plus de 1 000 variétés de maïs et des espèces voisines montre que 15 à 25 % des gènes de toutes les variétés de maïs existantes ne proviennent pas de la sous-espèce parviglumis (originaire des basses terres du Mexique) mais d'une autre (originaire des hautes terres), mexicana, qui s'est hybridée avec le maïs environ 4 000 ans après la première domestication,. Les allèles de ce parent sauvage, qui affectent des phénotypes d'importance agronomique, sont présents dans plus de 5 000 variétés traditionnelles ainsi que dans les variétés récentes. Un seul des échantillons étudiés ne montre pas clairement la présence de gènes de subsp. mexicana ; il date d'environ 5 500 ans AP.

## Génétique
Toutes les espèces et sous-espèces du genre Zea ont le même nombre de chromosomes (2x=2n=20) sauf Zea perennis qui est tétraploïde (4n=40).
Presque toutes les espèces de téosintes sont messicoles des champs de maïs donnant des opportunités d'introgressions multiples qui effectivement se trouvent couramment chez les uns comme chez les autres mais l'échange génétique reste en réalité assez bas car les gènes étrangers sont éliminés au bout de quelques générations.
Certaines populations de mexicana montrent ce qui est peut-être des cas de mimétisme vavilovien avec le maïs.
Les analyses génétiques montrent que Z. diploperennis, perennis et nicaraguensis ont le plus haut taux d’allèles différenciés et l'échange génétique entre nicaraguensis et luxurians a été plus fréquente qu'entre les autres téosintes, que Z. parviglumis serait le plus proche du maïs cultivé suivi par mexicana et que huehuetenangensis serait une forme intermédiaire entre les deux sections avec un génome cytoplasmique identique à Balsas et une configuration chromosomique proche de luxurians.
Les Tripsacum sont un genre proche originaire d'Amérique nord et sud et pouvant former des hybrides le plus souvent stériles avec Zea.